# 张豁
张豁（？—？），清河郡东武城县（今河北省衡水市故城县）人，东晋、南燕官员。

## 生平
隆安三年（399年）八月，南燕王慕容德想要占据青齐地区，派遣使者前往劝降东晋幽州刺史辟闾浑，辟闾浑不答应，慕容德就派遣北地王慕容锺率领步兵和骑兵两万人进攻辟闾浑，慕容德自己从琅邪向北进攻。辟闾浑听说慕容德将到，迁徙百姓八千多户前往广固，派遣司马崔诞率领一千多人驻守薄荀固，又派遣平原郡太守张豁驻守柳泉，崔诞和张豁都响应慕容德的号召派遣儿子向慕容德投降。之后张豁在南燕官至左光禄大夫、侍中。 